# Johannes Rau
Johannes Rau (Wuppertal, 16 de Janeiro de 1931 — Berlim, 27 de Janeiro de 2006) foi um jornalista e político alemão. Foi presidente de seu país de 1999 a 2004.
Jornalista de profissão, foi membro do Partido Social-Democrata da Alemanha (SPD). Ele foi o primeiro presidente alemão que obteve a honra a discursar em língua alemã perante o Knesset, o Parlamento de Israel.

## Carreira política

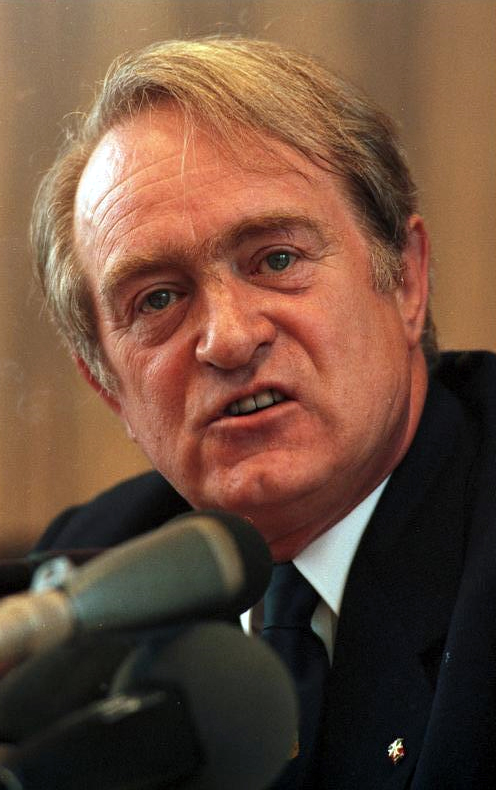
Johannes Rau em 1986

Depois de anos como vereador e prefeito na sua cidade, Wuppertal, Rau se tornou ministro de seu estado Renânia do Norte-Vestfália que, pela população e a importância da indústria, é o maior estado da Alemanha, tendo 18 milhões de habitantes. Tornou se primeiro-ministro desse estado por 20 anos, de 1978 a 1998, levando seu partido a vitórias inéditas nas eleições. 
Ele foi considerado um político com moral exemplar. Nunca escondeu as suas raízes evangélicas, tornando-se também um líder da Igreja Evangélica na Alemanha. Muitas vezes predicava, como pregador convidado, em igrejas e nos encontros nacionais das igrejas evangélicas da Alemanha . Por isso recebeu o apelido "irmão Johannes".
Rau assumiu a presidência da Alemanha, no dia 30 de julho de 1999, tendo cinco anos de governo; deixou o cargo de presidente no dia 30 de julho de 2004, sendo sucedido por Horst Köhler.
Após deixar a presidência, Johannes Rau se tornou presidente emérito da Alemanha, cargo que ficou em ativa até a data de sua morte.
Faleceu em Berlim em 27 de janeiro de 2006. Encontra-se sepultado no cemitério Dorotheenstädtischer Friedhof, Berlim na Alemanha.